# Giacomo Lepori
Giacomo Lepori (* 13. Mai 1843 in Dino; † 23. Februar 1898 in Kairo) war ein Schweizer Ingenieur Architekt und Politiker der Freisinnig-Demokratischen Partei.

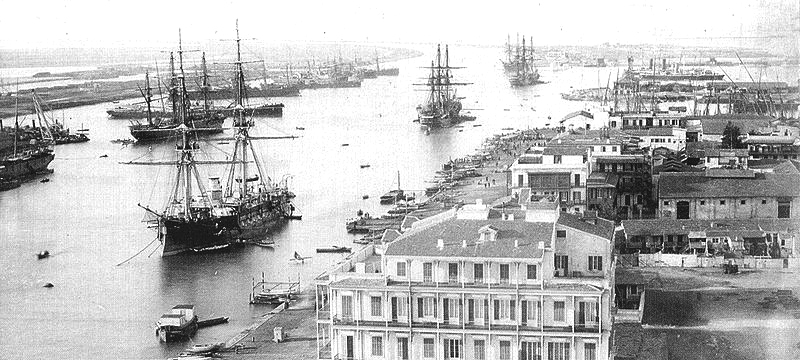
Suezkanal 1880

## Leben
Giacomo Lepori war der Sohn des Bauern Giovani Battista Lepori und dessen Ehefrau Maria Antonia Lepori.
Er besuchte das Gymnasium in Lugano und war Schüler des Philosophielehrers Carlo Cattaneo und des Architekten Giuseppe Fraschina. Nach Beendigung der Schule studierte er in der Zeit von 1863 bis 1866 bei Gottfried Semper am Polytechnikum (heute: Eidgenössische Technische Hochschule Zürich) in Zürich.
Nach Beendigung seines Studiums wurde er Angestellter der Sueskanalgesellschaft in Paris und nach Port Said und Sues gesandt, um an den Bauarbeiten des Suezkanals mitzuwirken. Seit 1869 war er dem ägyptischen Vizekönig Ismail Pasha in Kairo unterstellt. Er entwarf und baute verschiedene Bauten im neumaurischen Stil, so die Militärschule, das Khedivial-Opernhaus, verschiedene öffentliche Gebäude (unter anderem das Postgebäude, gemeinsam mit Teodoro Anastasia), Stadtpaläste und Villen am Nilufer.
Als Leiter des öffentlichen Bauwesens in Ägypten wurde er 1889 mit dem Adelstitel eines Bey ausgezeichnet; er kehrte im gleichen Jahr ins Tessin zurück und liess sich in seiner Villa in Castagnola nieder, siedelte aber 1897 endgültig mit seiner Familie nach Kairo über.
Giacomo Lepori war verheiratet mit Rosa Luisa, einer Tochter von Carlo Antonio Poletti. Ihr gemeinsamer Sohn war Arnoldo Lepori.

### Politisches Wirken
Nach seiner Rückkehr ins Tessin war Giacomo Lepori, nach dem Tessiner Putsch, als liberaler Politiker der Freisinnig-Demokratischen Partei Mitglied der revolutionären Regierung von 1890 sowie von 1893 bis 1896 Grossrat.

## Schriften (Auswahl)
- È tempo che la luce sia fatta! Lugano: Tessin-Touriste, 1893.
- mit Jos. Meyer-Baeschlin: Architektur, Baukonstruktion und Baueinrichtung in nordamerikanischen Städten. Bern: Haller, 1893.
- mit Giovanni Ferri: Inaugurazione del monumento al professore Giuseppe Fraschina nel Liceo Cantonale. Lugano: Tip. F. Veladini, 1894.